# Église Saint-Germain-d'Auxerre de Navarrenx
Pour les articles homonymes, voir Église Saint-Germain-d’Auxerre.
L'église Saint-Germain-d'Auxerre est une église catholique située à Navarrenx, commune des Pyrénées-Atlantiques en France.

## Localisation
L'église est située dans le département français des Pyrénées-Atlantiques, sur la commune de Navarrenx.

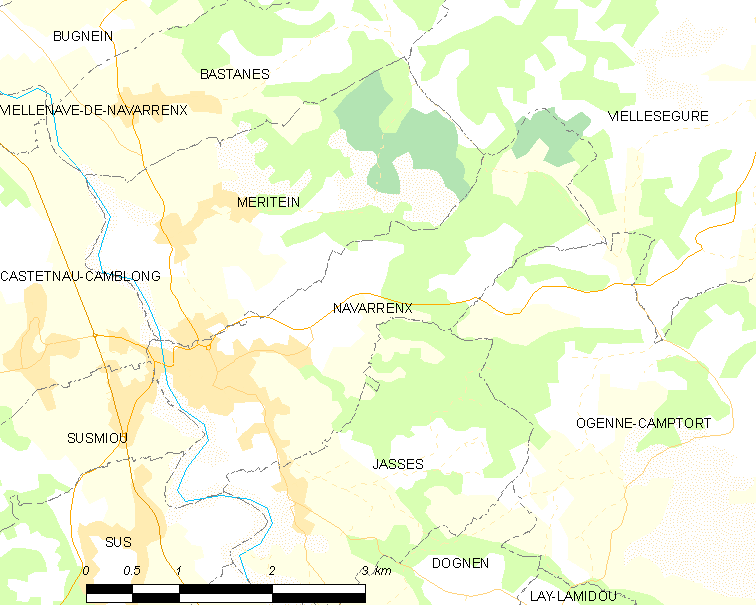

## Historique

### Origine

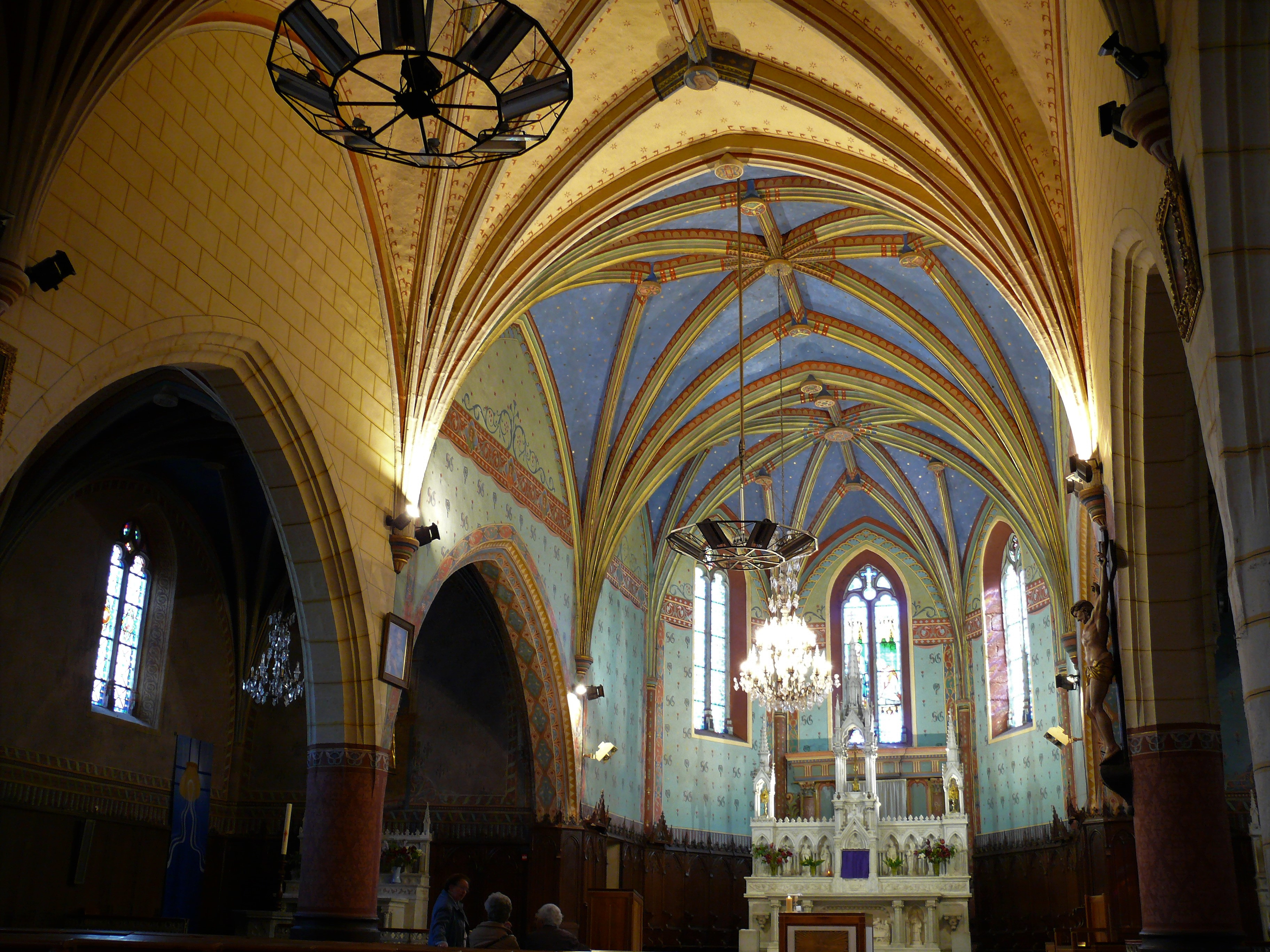
La nef de l'église.

La construction de l'église actuelle commence en 1551 en style gothique tardif et a été achevée en 1562. Elle était dotée à l'origine d'un clocher-mur. Il est remplacé en 1734 par le clocher-porche actuel.

### Situation lors des guerres de religion
Peu après la fin de sa construction, elle est transformée en temple protestant sur ordre de la reine Jeanne d'Albret. Elle y fait pour la première fois profession de foi calviniste, le 1er avril 1563, jour de Pâques.

### Visite du roi de France Louis XIII et restauration de culte catholique

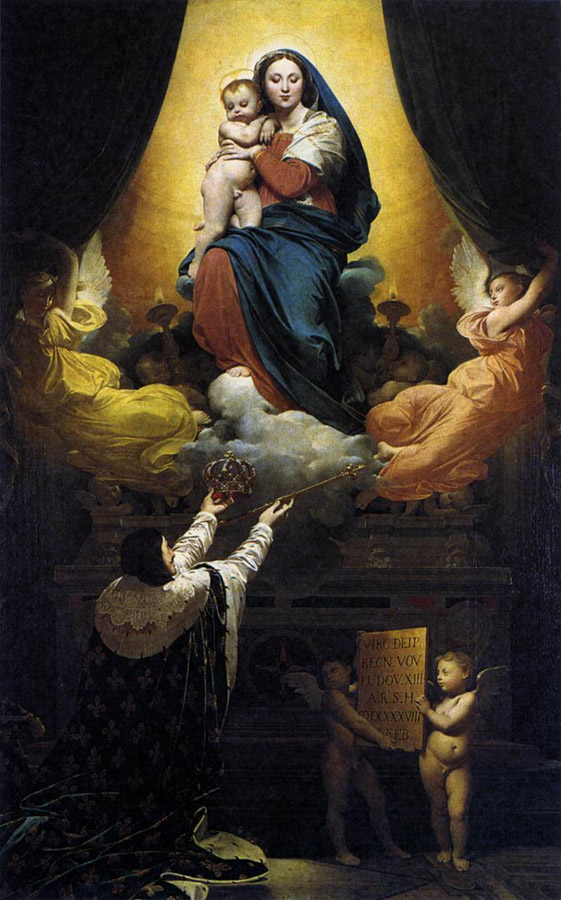
Roi de France Louis XIII et Notre Dame (Le Vœu de Louis XIII).

Blason de Navarrenx.

À la suite d'arrivée du roi de France Louis XIII, souhaitant la fin définitive de la guerre de religion, à Navarrenx en 1620, le culte catholique y fut effectivement rétabli.
Il s'agissait du dit édit d'union du Béarn. Arrivé à Noverranx, le 17 octobre, en faveur de toute l'intégration du royaume, le roi assista le lendemain à la messe dominicale solennelle à l'église Saint-Germain-d'Auxerre, donc le dimanche 18,. Deux jours plus tard, soit le mardi 20, l'édit fut finalement approuvé par le conseil royal.
Au-dessus du portail, on trouve une couronne de laurier avec l'écu de France, achevée selon la visite de Louis XIII. D'autre part, le blason de commun actuel se caractérise et de cet événement : Azur à la fleur de lys d'or remplaçant l'ancien blason.

### Pendant et après la Révolution
La 4 mars 1790, l'assemblée des grands électeurs y siège pour confirmée Navarrenx comme chef-lieu du département des Basses-Pyrénées que vient de créer l'Assemblée nationale constituante. Le chef-lieu a été transféré à Pau, le 14 octobre 1790.
À l'issue de la guerre d'Espagne, l'armée française commandée par le maréchal Soult se replie au nord des Pyrénées. En octobre-novembre 1813, les forces britanniques, espagnoles et portugaises commandées par Wellington franchissent les défenses françaises de la Rhune. Soult essaie de faire de Navarrenx un point d'appui. Wellington fait invertir la place le 25 février 1814 par une division espagnole commandée par le général Morillo. Pendant le siège de Navarrenx, l'église sert de réduit aux troupes napoléoniennes commandées par le colonel Regnault. La place a résisté jusqu'à l'abdication de Napoléon Ier, le 12 avril 1814.

### Restauration
Les bas-côtés ont été refaits en 1862.

## Protection

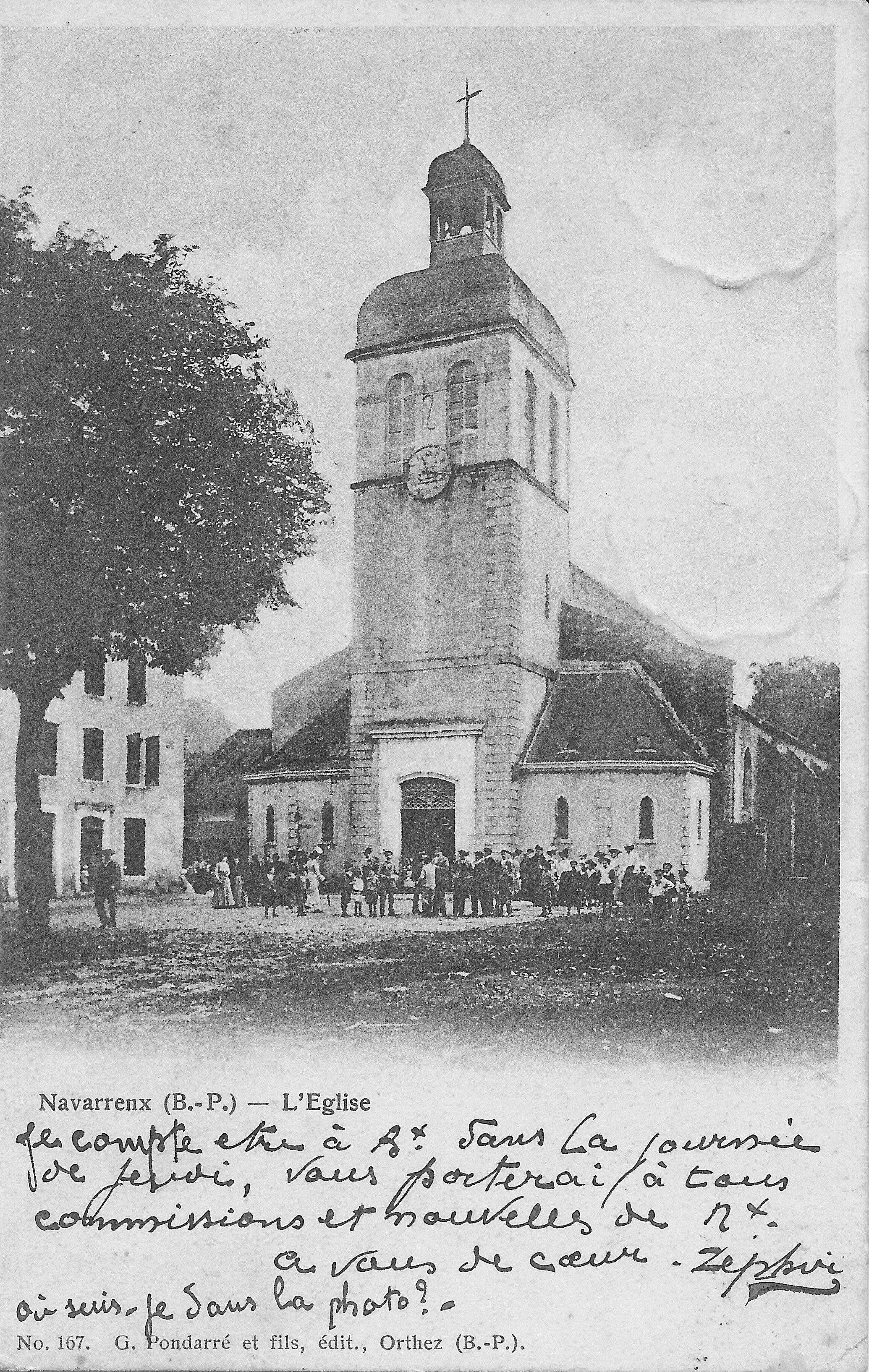
Église en janvier 1903 ou avant.

L'édifice est classé au titre des monuments historiques en 1921 et 1989, en deux étapes.
D'abord, à l'exception du clocher, l'église obtint ce classement le 12 mars 1921.
Ensuite, c'était le 14 février 1989 que l'on classa le clocher-porche actuel, rehausse dans les années 1730,,, à nouveau le monument historique. Par conséquent, l'édifice est entièrement protégé par ce label officiel.

## Description

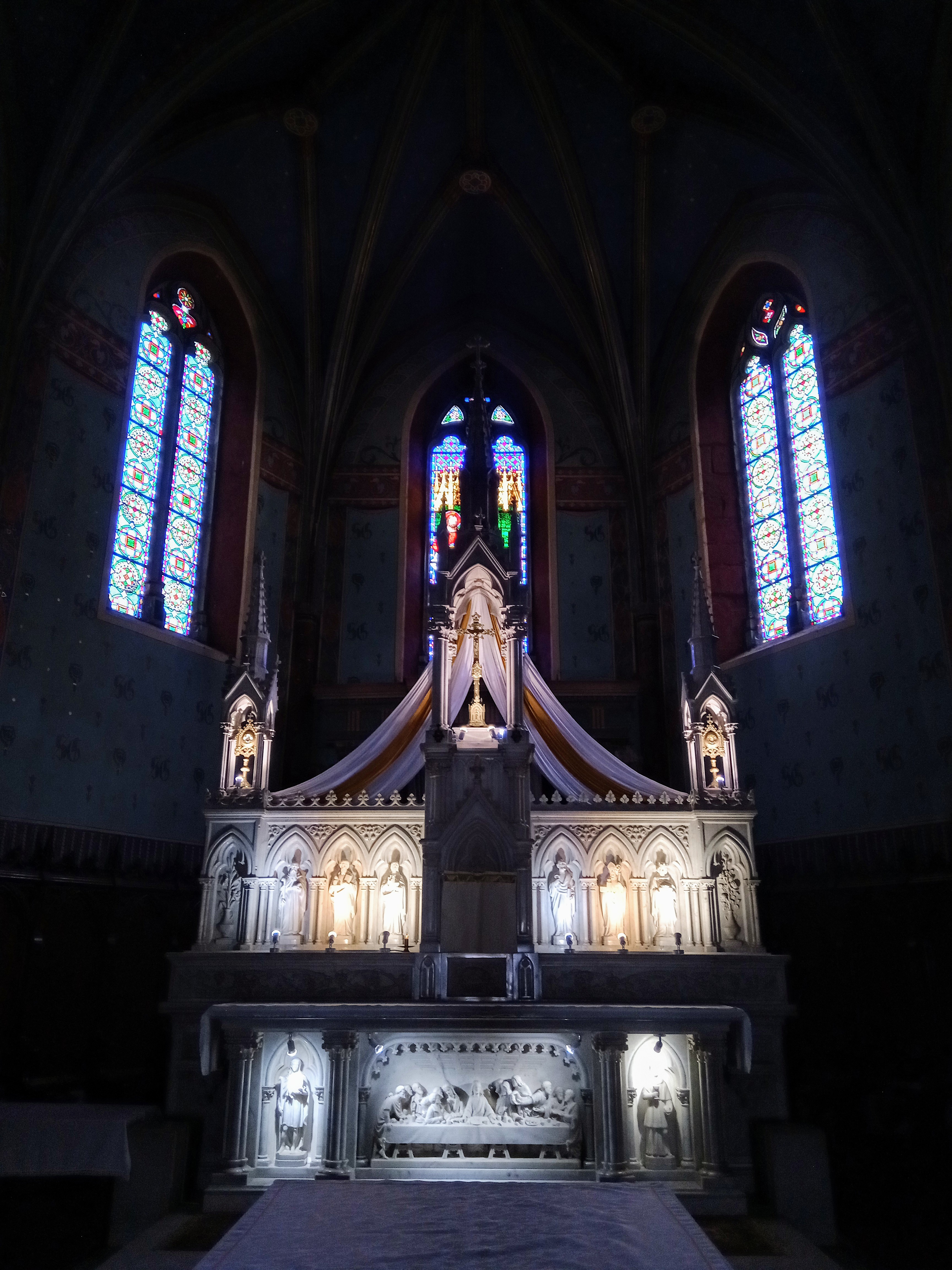
Autel et vitraux.

### Tableaux
Le portail principal de l'église se distingue notamment de quatre tableaux en grande taille, dont ceux qui furent octroyés par l'empereur Napoléon III († 1870) ainsi que son épouse Eugénie de Montijo († 1920). En effet, après avoir soigné Eugènie, future impératrice, Docteur Jean-Baptiste-Prosper Darralde devint habitant de Navarrenx, puis maire de cette commune entre novembre 1841 et décembre 1845, enfin fut nommé médecin ordinaire de Leurs Majestés Impériales vers 1857. D'où, lors de la visite de ce couple impérial à Navarrenx en 1859, Napoléon III lui remercia en raison de nombreux traitements prodigués, notamment ceux de l'impératrice, en octroyant à l'église quatre tableaux au total. Les cadeaux de l'empereur et l'impératrice y furent donc successivement arrivés tandis qu'il s'agissait des copies des chefs-d'œuvre.
Ainsi, on peut distinguer, en bas de deux encadrements, l'indice de cette donation :

I. Nativité de la Vierge Marie « DONNÉ par L'EMPEREUR 1864 » ;

IV. L'Ascension de Jésus « DONNÉ PAR L'EMPEREUR 1859 ».
Avec leurs sujets bibliques, ces grands tableaux à la porte invitent notamment les pèlerins de Saint-Jacques, lors du redépart, à garder leur prière spirituelle sur le chemin :
- Nativité de la Vierge Marie ;
- Saint Germain, patron de l'église et de la paroisse ;
- Piéta d'Adèle de Kercado
Cette pièce est effectivement précisée avec une description en rouge et sur le tableau, en bas : « Adèle de Kercado ; d'après L. Carrache ; 1850 ». Cette Piéta est en conséquence exactement attribuée à Mademoiselle de Kercado, qui effectuait de nombreuses copies de chefs-d'œuvre à cette époque-là ; et il s'agit d'une reproduction de la pièce de Lodovico Carracci († 1619)[11],[12] ;
- L'Ascension de Jésus (1848[12])
À la différence des trois autres tableaux, cette œuvre n'est autre qu'un original de François Dubois, achevé déjà en 1848[12], et qui arriva à l'église plus tard, en 1859. Il s'agit d'une œuvre de l'Ascension de Christ [voir en ligne].

## Orgue
L'orgue de l'église a été construit vers 1850. Il n'est pas signé, mais pourrait avoir été réalisé par Vincent Cavaillé-Coll avec 54 notes, un pédalier en tirasse de 18 notes et 6 jeux.
Maurice Puget modifie l'orgue en 1944 sous les conseils de l'abbé Etchegaray. L'orgue est de nouveau modifié par Maurice Puget en 1960 en plaçant une soubasse à traction pneumatique pour la pédalle.
La Maison Pesce, facteur d'orgues palois a restauré l'orgue, en 1983.

## Accueil des pèlerins
La commune de Navarrenx est située depuis le Moyen Âge, sur le chemin de Saint-Jacques. L'existence de plusieurs hébergements dans la commune pour les pèlerins en fait une étape importante. Déjà au Moyen Âge, depuis le XIIe siècle, un hospice Saint-Antoine avec son église leur assurait gîte, soins et couvert. À l'initiative du père Sébastien Ihidoy, curé de 1981 à 2001, la paroisse Saint-François-Xavier de Navarrenx les accueille à partir du mois d'avril jusqu'à la fête de la Toussaint. Dans cette optique, le prêtre et une équipe de bénévoles se mobilisent en collaboration. Cette équipe est organisée, sans arrêt, depuis les années 1990 jusqu'ici.
Chaque jour à 18 heures, une présentation historique et un temps de prière ont lieu dans l'église Saint-Germain, suivie d'un pot de l'amitié, offert conjointement par la mairie et la paroisse. Le mercredi, il s'agit normalement d'une messe consacrée aux pèlerins. En faveur de l'échange parmi les pèlerins et avec l'équipe d'accueil, l'église paroissiale fonctionne de sorte que les voyageurs de Saint-Jacques puissent passer un véritable temps spirituel au sein de cet édifice historique, devant la statue de saint Jacques le Majeur, qui accueillit les pèlerins depuis si longtemps.

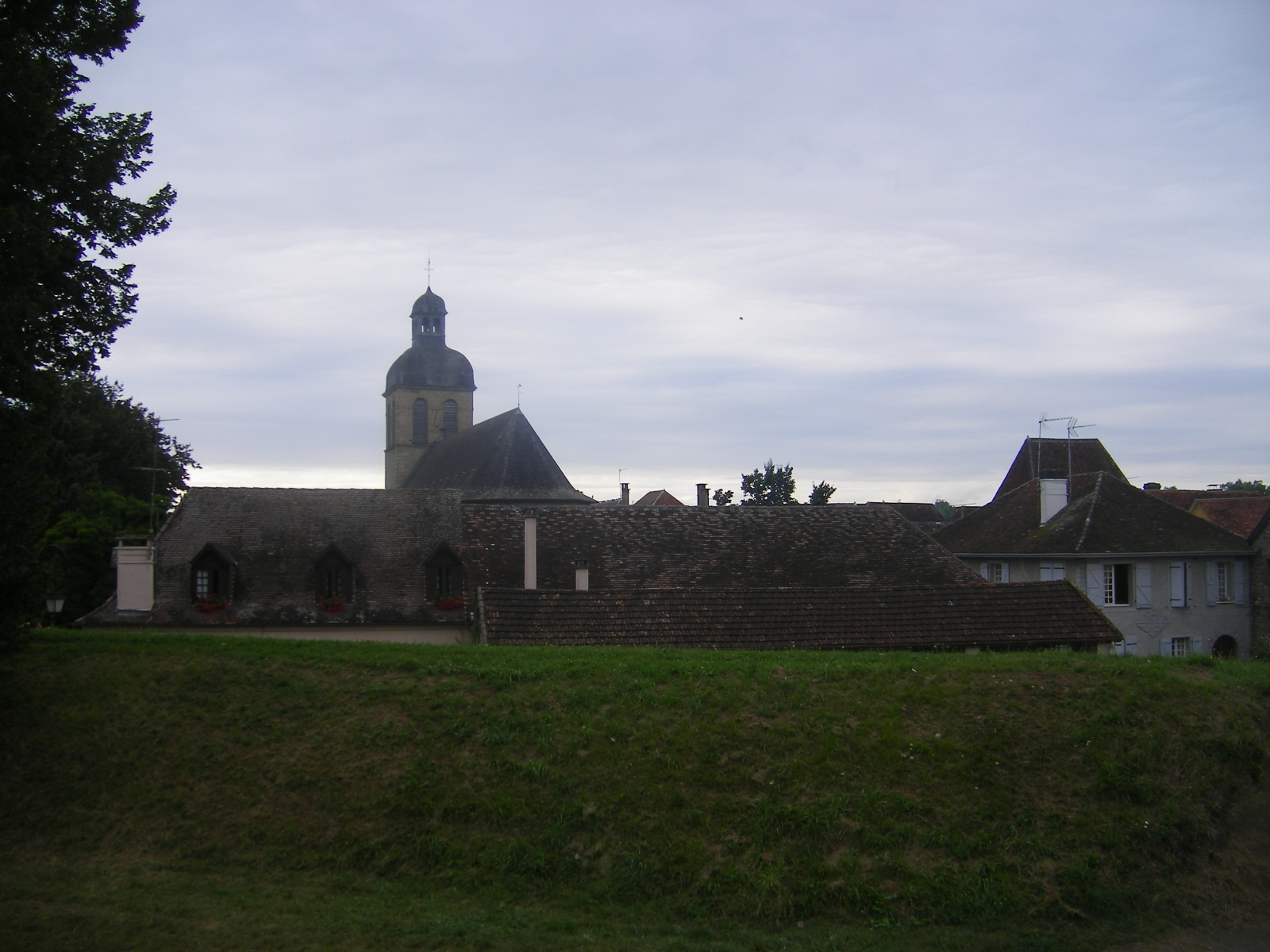
Il est facile à trouver l'église Saint-Germain en faveur des pèlerins sur le chemin de Saint-Jacques.